# Framburgo
Framburgo es una localización ficticia que forma parte del legendarium creado por el escritor británico J. R. R. Tolkien. Era el único burgo fortificado de los éothéod en su reino de los Altos Valles del Anduin. Ubicado sobre las márgenes orientales del Río Langwell cercano a la confluencia con el río Grislin.
Supuestamente fundado por Fram, el matador del Dragón Scatha, hijo de Frumgar, (quien condujo a los Éothéod al nuevo territorio) en el año 2000 de la T. E. Debió haber sido la capital y sede del Consejo de Ancianos del reino. 
Hasta allí llegó Borondir de Gondor, el único emisario de Cirion que sobrevivió, de los seis que envió a solicitar ayuda militar, para hacer frente a ataque de los Balchoth. Probablemente la ciudad fue abandonada con la emigración del “Pueblo de los Caballos” al sur a los territorios de la provincia gondoriana de Calenardhon;  o fue ocupada por los Orcos de las Montañas Nubladas.